# Mehrstimmigkeit
Mehrstimmigkeit ist in der Musiktheorie ein Oberbegriff für Musizierweisen, bei denen mehrere Stimmen (oder Melodien) gleichzeitig erklingen.
Mehrstimmigkeit ist das Gegenstück zu Einstimmigkeit oder Monophonie. Diese war in der abendländischen Musiktradition bis zum 9. Jahrhundert üblich und ist in zahlreichen anderen Musiktraditionen die Regel. Auf Englisch nennt man die Mehrstimmigkeit polyphony, im Deutschen wird die Bedeutung von Polyphonie zumeist enger gefasst und bezeichnet eine der Hauptformen der Mehrstimmigkeit.

## Geschichte
Mehrstimmigkeit existierte in der Instrumentalmusik, etwa mit Bordunsaiten, lange bevor man anfing, mehrstimmig zu singen. Die sogenannte Crota oder Rota, war ein meist mit drei Saiten bespanntes altes Streichinstrument mit flachem Steg und ohne die Seiteneinbuchtungen des modernen Geigenkörpers. Dadurch war der Bogen gezwungen, zu gleicher Zeit über alle drei Saiten zu streichen, wodurch zur auf der ersten Saite gespielten Melodie der Grundton und die Quinte nach Art eines Dudelsackes mitklangen.
Mit der Entwicklung des Organums setzte, aufbauend auf dem einstimmigen gregorianischen Gesang, vermutlich mindestens seit Ende des 9. Jahrhunderts die vokale Mehrstimmigkeit (zunächst als Zweistimmigkeit) ein. So fügten Sänger der Choralschola ihren gregorianischen Chorälen ab dem 12. Jahrhundert Texte (als Tropierungen) und dem cantus firmus einen discantus als zweite Stimme hinzu.
Bedeutende Vertreter der Mehrstimmigkeit im 15. und 16. Jahrhundert waren die Komponisten Guillaume Dufay, Josquin Desprez, Giovanni Pierluigi da Palestrina (dessen Kyrie aus der Messe Assumpta est Maria bereits eine sechsstimmige Komposition ist), Orlando di Lasso und Carlo Gesualdo. Kunstvolle Mehrstimmigkeit schaffende Komponisten der Franko-flämischen Schule, zu denen auch Jacob Obrecht und Heinrich Isaac gezählt werden, wird auch als niederländischer Stil und deren Komponisten als „Niederländer“ bezeichnet.

## Formen

### Homophonie, Polyphonie und Heterophonie
Die wichtigsten Formen der Mehrstimmigkeit bilden die Homophonie, die Polyphonie sowie die Heterophonie als Zwischenstufe zwischen Ein- und Mehrstimmigkeit.
Beim homophonen Satz bzw. Akkordsatz gibt es Hauptstimmen, welche die Hauptmelodie tragen, und Nebenstimmen, die der Begleitung dienen. Sie dominiert in der abendländischen Tradition in der Wiener Klassik und Romantik, in der Rock-, Pop- und Country-Musik sowie in einigen Spielformen des Jazz.
In der Polyphonie oder Vielstimmigkeit sind die Stimmen melodisch und rhythmisch weitgehend selbständig. In der abendländischen Tradition dominierte sie im Mittelalter und in der Renaissance; im Barock gab es homophone und polyphone Musikstile (polyphon etwa die Fuge, homophon die Monodie).
Bei der Heterophonie folgen alle Stimmen grob der gleichen Melodie, diese wird jedoch in vielen Stimmen jeweils unterschiedlich variiert. Sie ist besonders in asiatischen Traditionen anzutreffen und in der abendländischen Musizierpraxis selten.

### Weitere Formen
Eine besondere Form der Mehrstimmigkeit findet sich ab Mitte des 17. Jahrhunderts in Werken für Melodieinstrumente ohne Begleitung. Man unterscheidet eine manifeste und eine latente Mehrstimmigkeit.
Am bedeutendsten sind die Solowerke von Johann Sebastian Bach (BWV 1001–1013) für Violine, Violoncello und Flöte.
Manifeste Mehrstimmigkeit bedeutet, dass tatsächlich zwei oder mehr Töne gleichzeitig erklingen. Diese werden z. B. durch Doppelgriffe bei den Streichern hervorgebracht.
Latente Mehrstimmigkeit bedeutet, dass eine einstimmig notierte und realisierte Linienführung wie ein mehrstimmiger Satz zu hören und zu verstehen ist. Der Musikwissenschaftler Ernst Kurth prägte für diese Satzweise den Begriff des „linearen Kontrapunkts“.
Sätze für mehrere Gesangs- oder Instrumentalstimmen, gespielt von in der Renaissance zu homogenen Familien erweiterten und auch neu entwickelten Musikinstrumenten, werden in der Notation häufig in Akkoladen (auch: „Systemen“) zusammengefasst.

## Verbreitung
Mehrstimmigkeit existiert in verschiedenen Kulturen der Welt. Besonders weit ist die Heterophonie verbreitet, etwa in den klassischen arabischen, türkischen und chinesischen Musiktraditionen.
Eine voll ausgebildete Polyphonie ist neben der abendländischen Tradition in vergleichsweise wenigen Traditionen anzutreffen. Beispielsweise untersuchte der französisch-israelische Musikethnologe Simha Arom afrikanische Formen der Mehrstimmigkeit und Polyrhythmik.
Weitere, von der abendländischen Tradition unabhängige Ausprägungen der Mehrstimmigkeit finden sich in Georgien, auf dem südlichen Balkan (Iso-Polyphonie) sowie in Südostasien (Gamelan).